# Kapitólium (Havanna)
A havannai Kapitólium (El Capitolio Nacional vagy csak El Capitolio) a kubai köztársaság törvényhozásának épülete volt építésétől 1959-ig, a kommunista hatalomátvételig. Azután a kubai tudományos akadémia székhelye lett, és otthont ad a nemzeti tudományos és technikai könyvtárnak. Az épület 2010 novembere óta a kubai nemzeti örökség része. 2013 és 2019 között felújításon esett át, azóta – vezetett túrákkal – látogatható.

## Építése
A havannai kapitólium hasonlít a washingtonira, de annál egy méterrel magasabb, szélesebb és hosszabb. Gerardo Machado elnöksége alatt, 1926-ban kezdték építeni. A munkálatokban ötezer munkás vett részt, az építkezés három év, három hónap és húsz nap alatt készült el, költsége nagyjából 17 millió amerikai dollár volt.
Az épülethez fehér mészkövet és gránitot használtak. Kupolája 62 méter magas, tetején a 16. századi firenzei szobrász, Giovanni da Bologna Merkúr-szobrának másolata áll. A kupola alatt, a járófelületen elhelyeztek egy 25 karátos gyémántot, amelytől a kubai úthálózat Havannához képesti távolságát számolják. A bejáratot hat dór oszlop keretezi, átmérőjük 1,55 méter, magasságuk 14,10 méter, a hozzájuk vezető lépcsősor 55 tagból áll. A lépcsők mellett egy férfi és egy nő bronzszobrát helyezték el, amelyek 6,70 méter magasak, alkotójuk az olasz Angelo Zanelli volt.
A kapu mögötti különleges akusztikájú csarnokban (Salón de los Pasos Perdidos, szabad fordításban az Elveszett léptek terme) kapott helyet a köztársaságot szimbolizáló nőszobor, amely 17,6 méter magas és 30 tonnás. Ez a világ harmadik legnagyobb, fedett helyen álló szobra. Ez is Zanelli alkotása, három darabban érkezett Olaszországból.
Az épületben több termet is kialakítottak, amelyek alkalmasak fogadásokra, gyűlésekre. Ilyen a Baire terem, amely képviselőházi konferenciáknak és protokolláris eseményeknek adott helyet, a Bolivar terem, amelynek tükreit Velencében készítették, a neoklasszikus stílusban berendezett Baragué terem, ahol a törvényhozási titkárság működött és a Martí terem, amely az olasz reneszánszt idézi.
A maga 92 méterével hosszú ideig a Kapitólium volt Havanna legmagasabb épülete, de ezt a címet elvette tőle a kubai telekommunikációs vállalat, a FOCSA székháza, amely az 1950-es években épült.

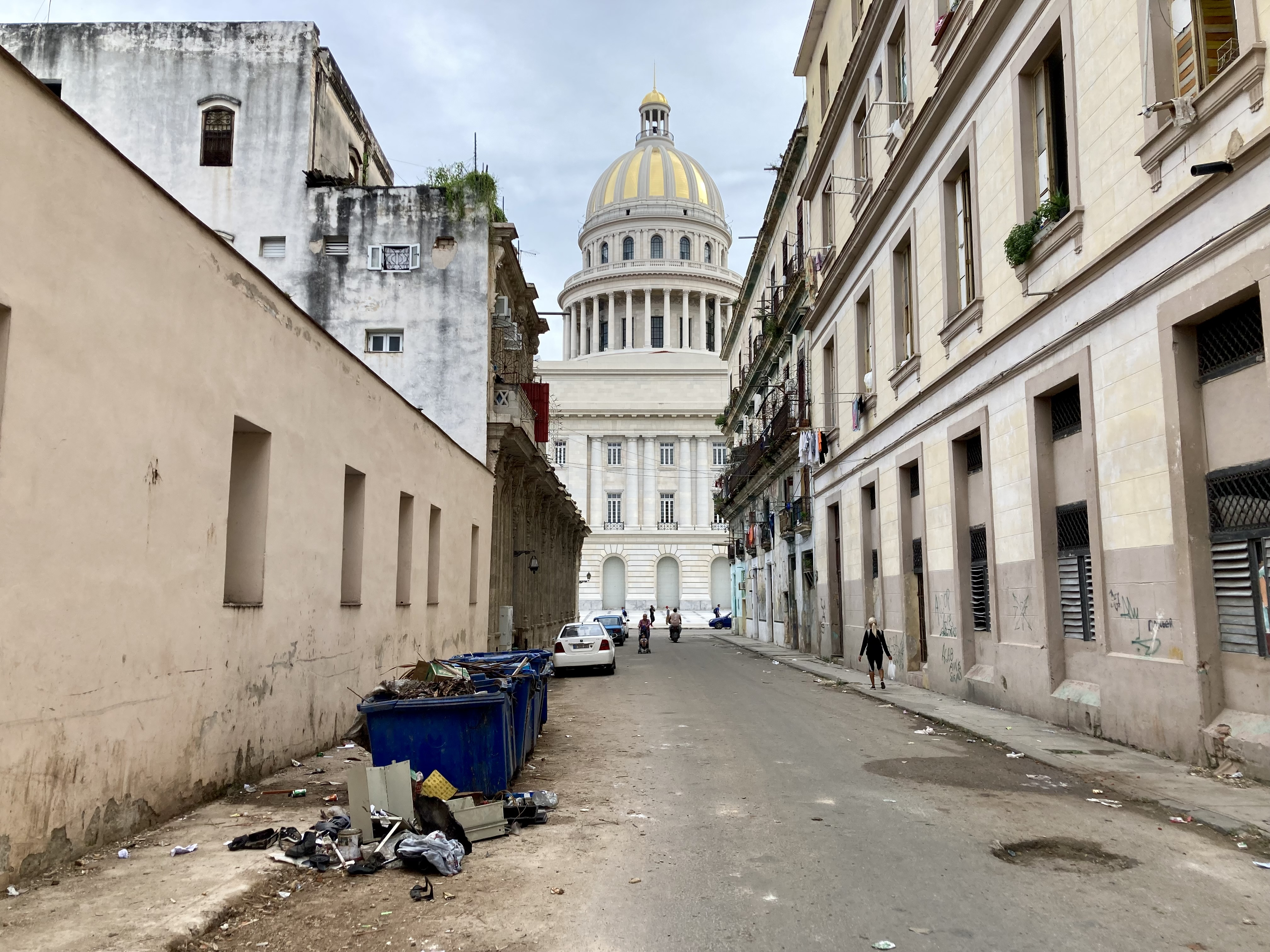
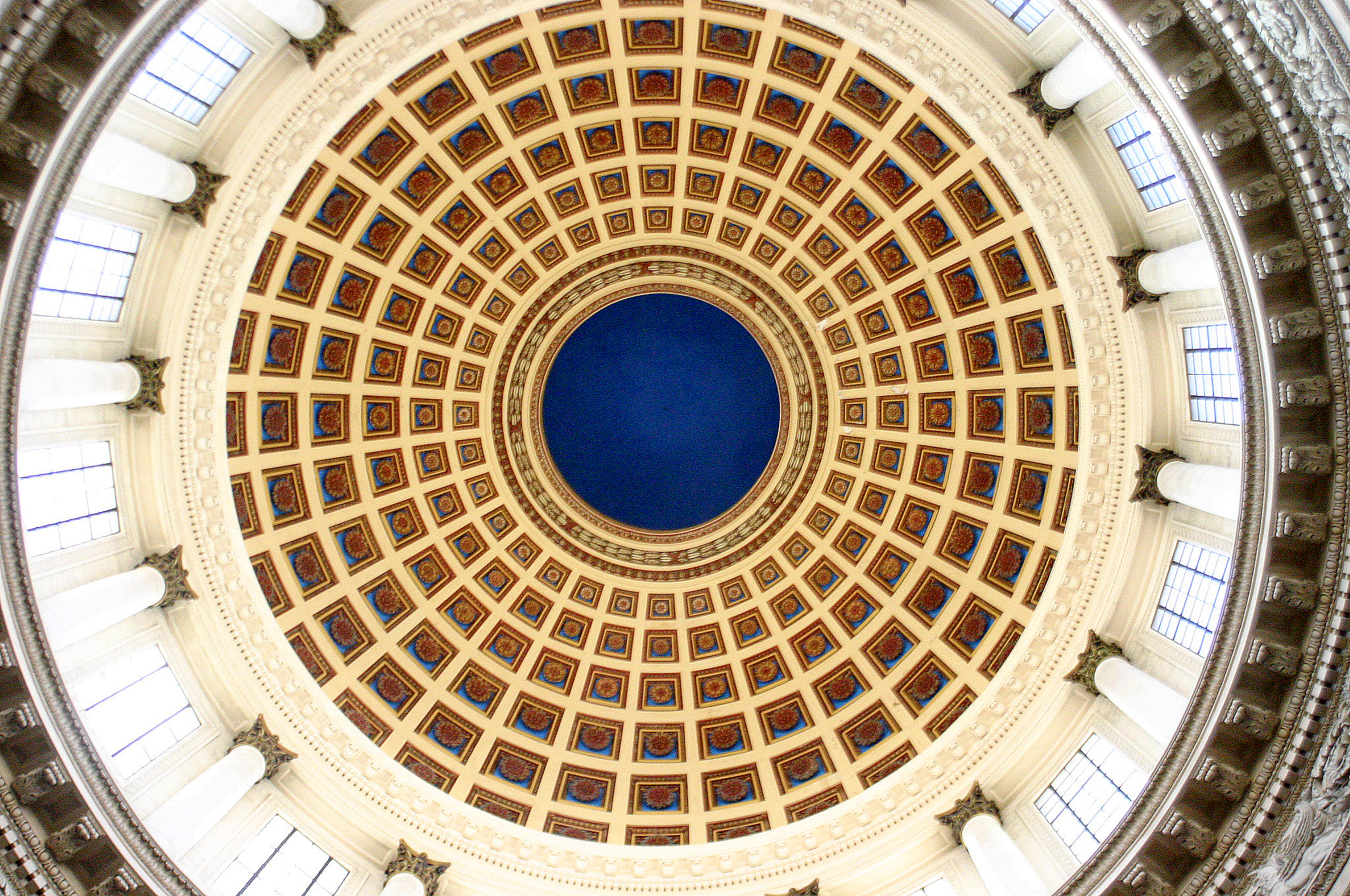
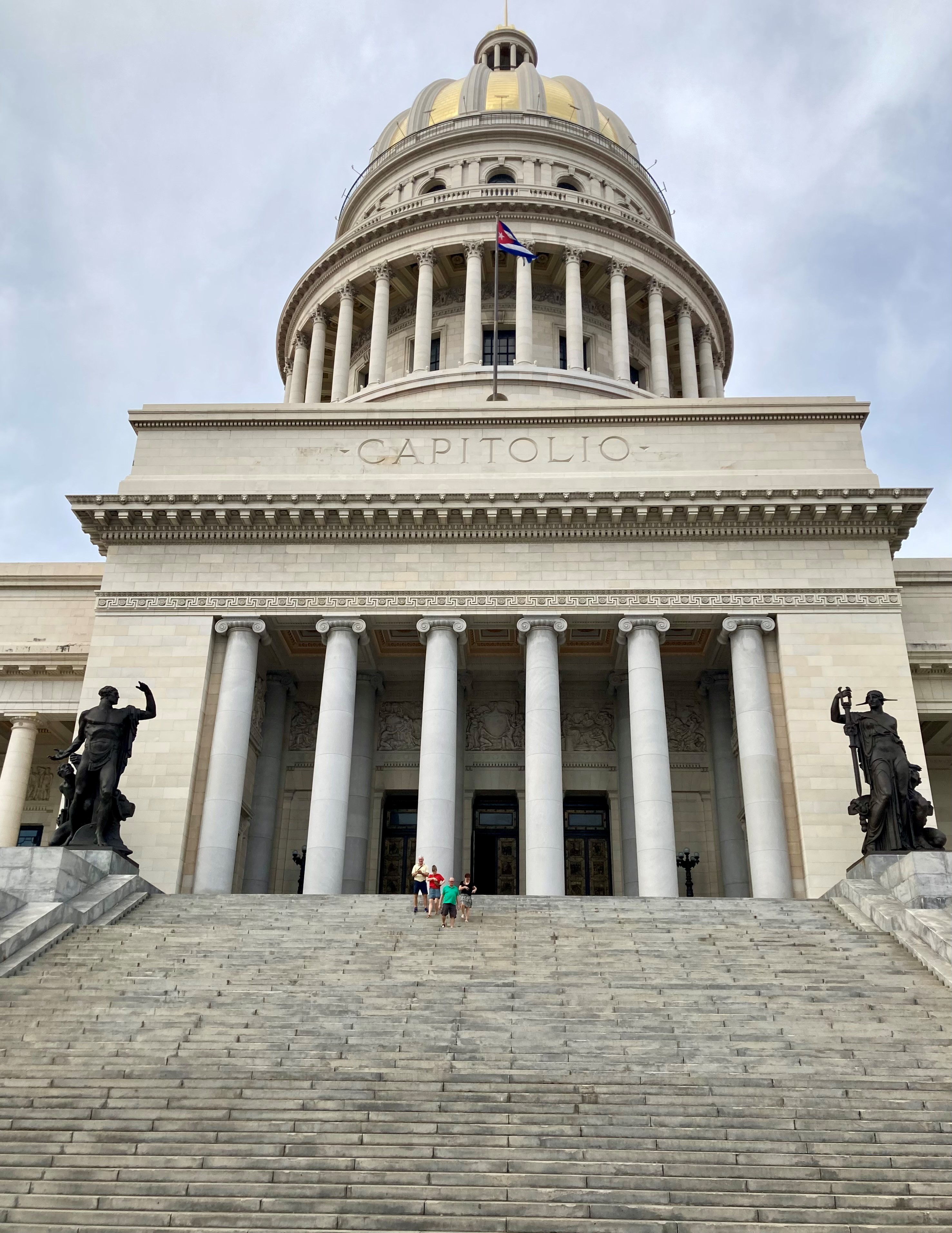
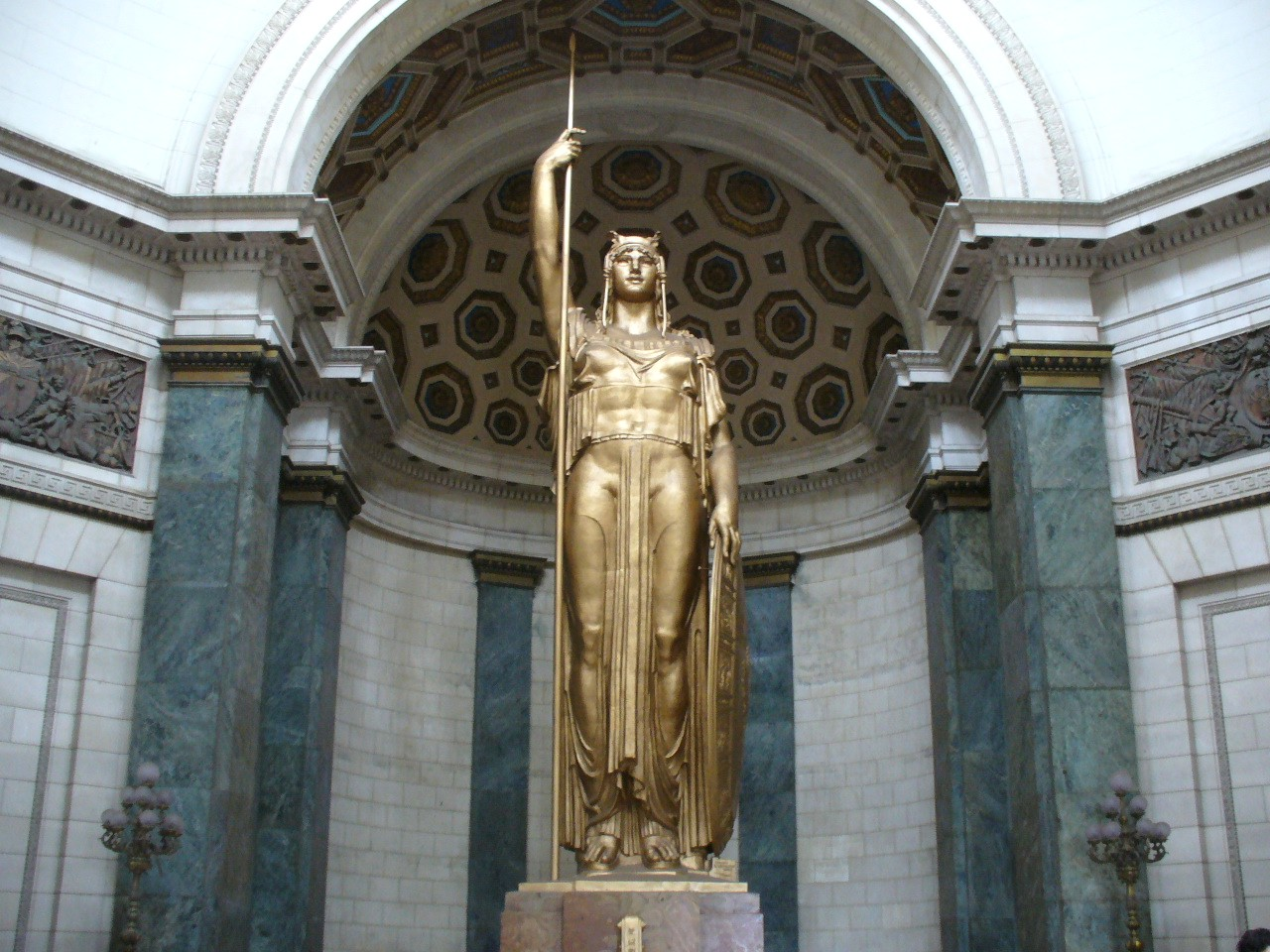
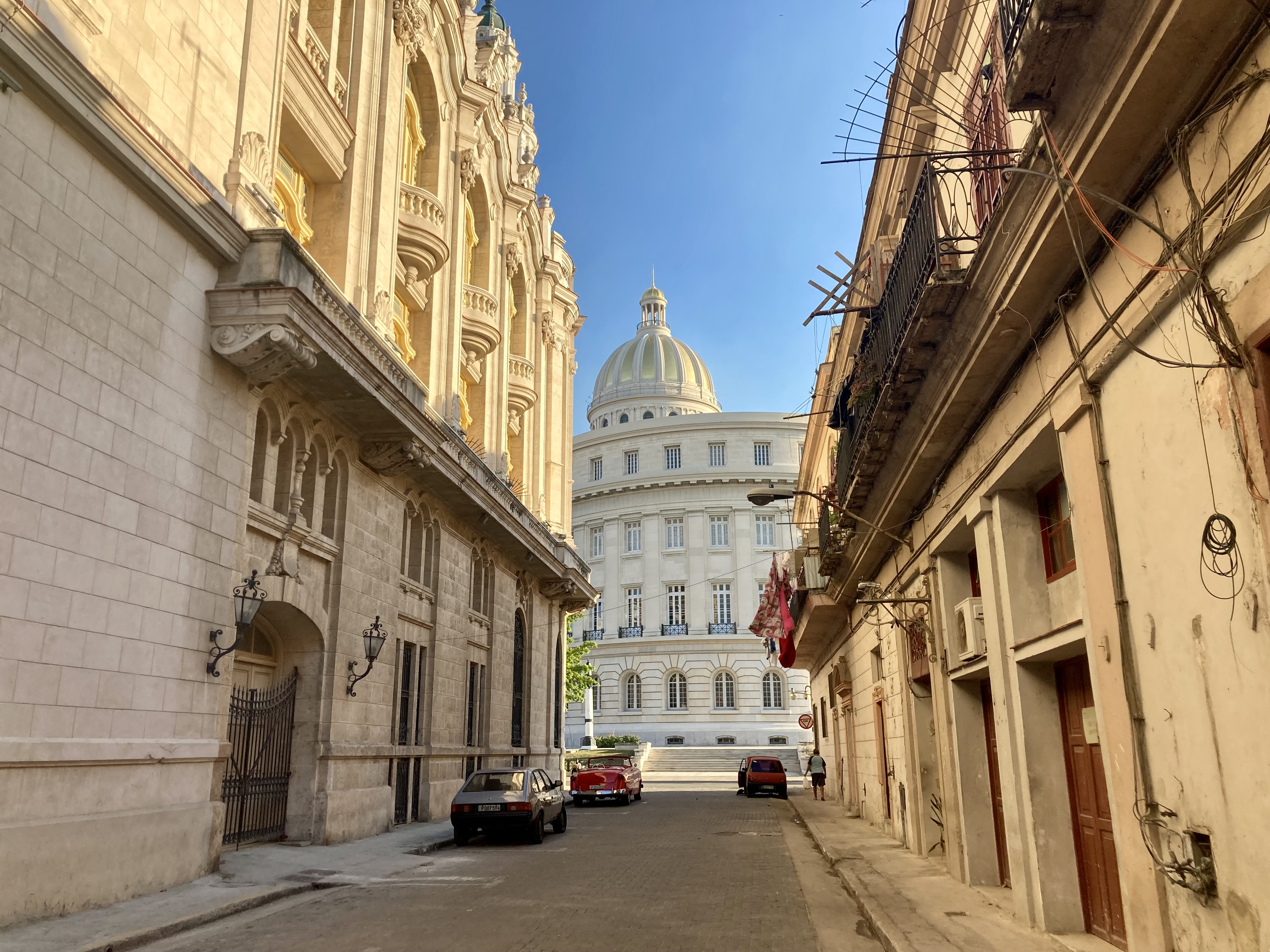